# Gibbera ramicola
Gibbera ramicola är en svampart som beskrevs av B. Erikss. 1974. Gibbera ramicola ingår i släktet Gibbera och familjen Venturiaceae.   Inga underarter finns listade i Catalogue of Life.
I den svenska databasen Dyntaxa används istället namnet Protoventuria ramicola för samma taxon.  Arten är reproducerande i Sverige.